# Jerzy Czaplicki
Jerzy Czaplicki (ur. 24 kwietnia 1902 w Warszawie, zm. 19 kwietnia 1992) – polski śpiewak operowy baryton. Śpiewał m.in. tanga.
Syn Władysława i Stanisławy, lekarza i śpiewaczki. W 1924 ukończył Konserwatorium u prof. Erazma Dłuskiego.
Debiutował w 1922 na scenie Filharmonii Warszawskiej. Rok później wyleciał do Mediolanu, gdzie kontynuował studia oraz występował na tamtejszych scenach, m.in. Operze „Teatro del Verme”. 
W 1931 powrócił do Polski. W latach 1934–1936 występował w Teatrze Wielkim w Warszawie, a także gościnnie na scenie oper we Lwowie i Poznaniu. W latach 1932-1936 dokonywał nagrań utworów operowych oraz rozrywkowych dla wytwórni: Odoen, Syrena-Electro i Cristal-Electro. W jego repertuarze znajdowały się takie utwory jak: "Miłość Ci wszystko wybaczy", "Kieliszek czystej wódki", czy "Pierrot i Colombina". 1937 wyleciał do Chicago, gdzie debiutował partią Amonastry w Aidzie. Wkrótce został zaangażowany na koncerty w USA. W 1945 zaczął występować jako baron Scarpia w Tosce i Jagon w Otellu.
W 1966 wrócił do Warszawy, gdzie został pedagogiem-wokalistą Teatru Wielkiego.
Był żonaty z Anną Czarnecką – lektorką i prezenterką Polskiego Radia.